# Heinrich Bürkel

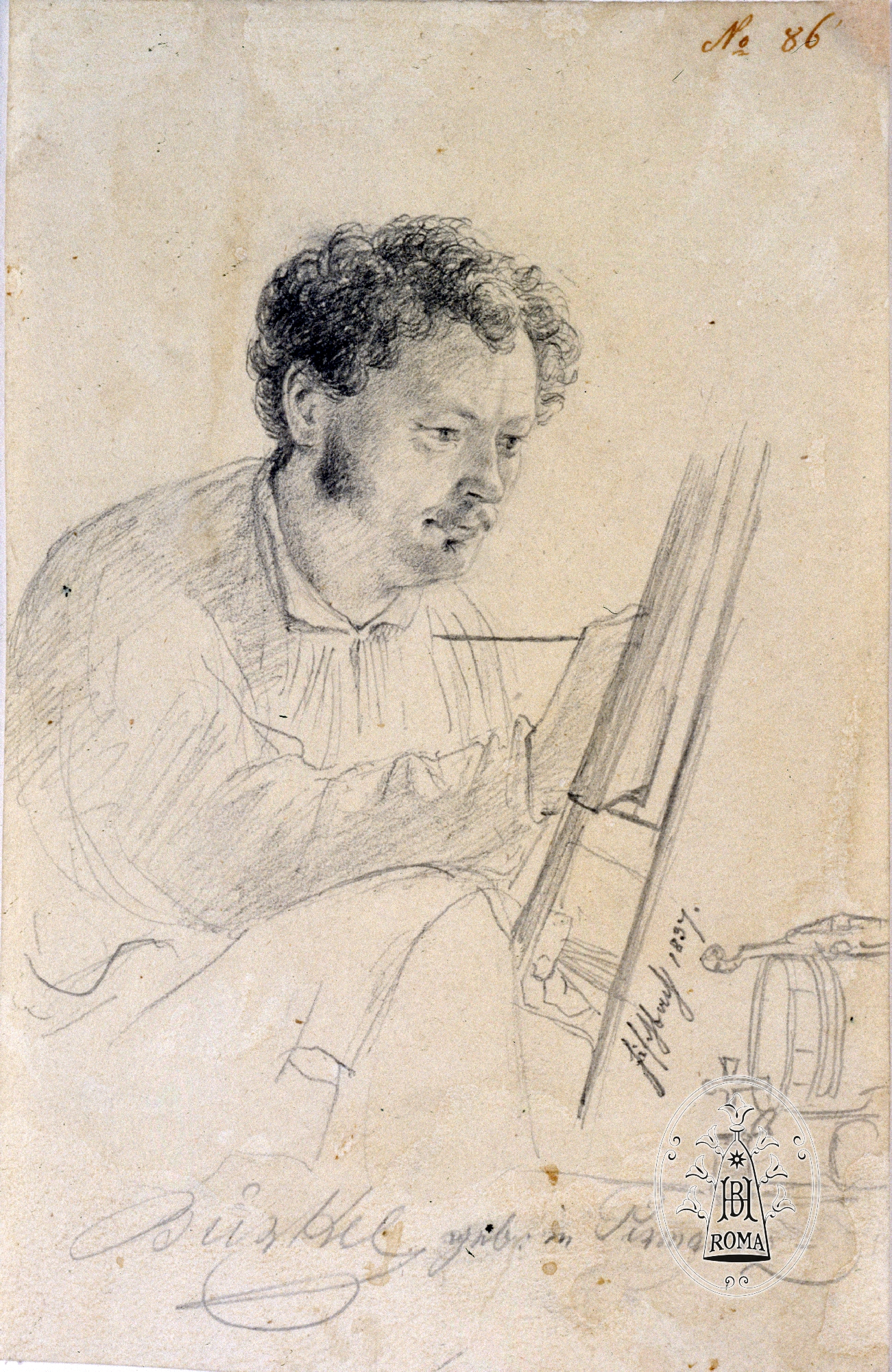
Heinrich Bürkel, gezeichnet von Johann Fischbach, Rom 1837

Johann Heinrich Bürkel (* 29. Mai 1802 in Pirmasens; † 10. Juni 1869 in München) war ein deutscher Maler des Biedermeier. Er malte hauptsächlich Landschaften und Darstellungen aus dem Volksleben der Alpen und Italiens.

## Leben und Werk

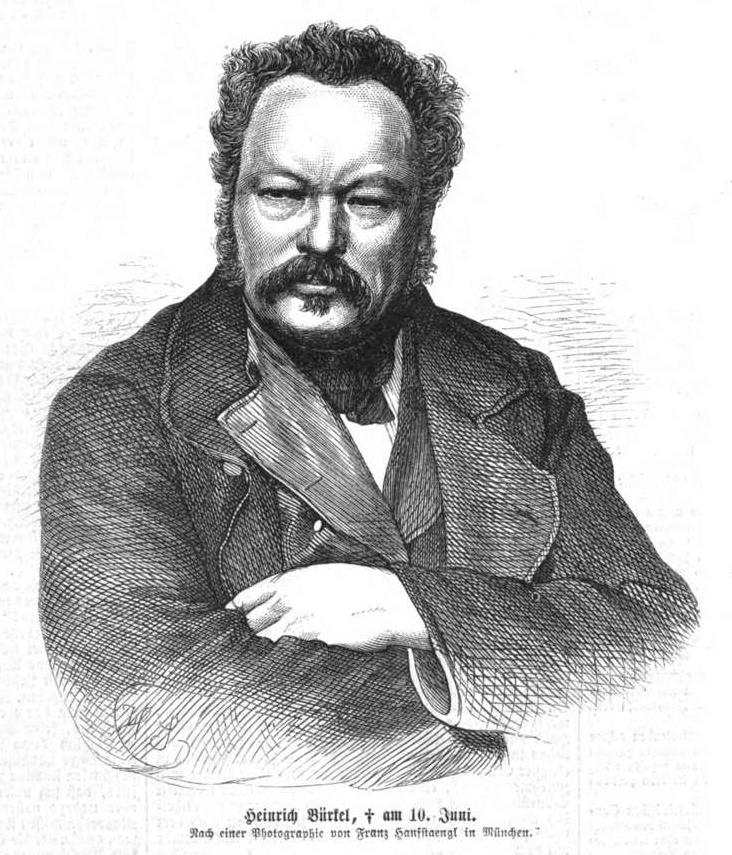
Heinrich Bürkel. Graphik von Hermann Scherenberg.

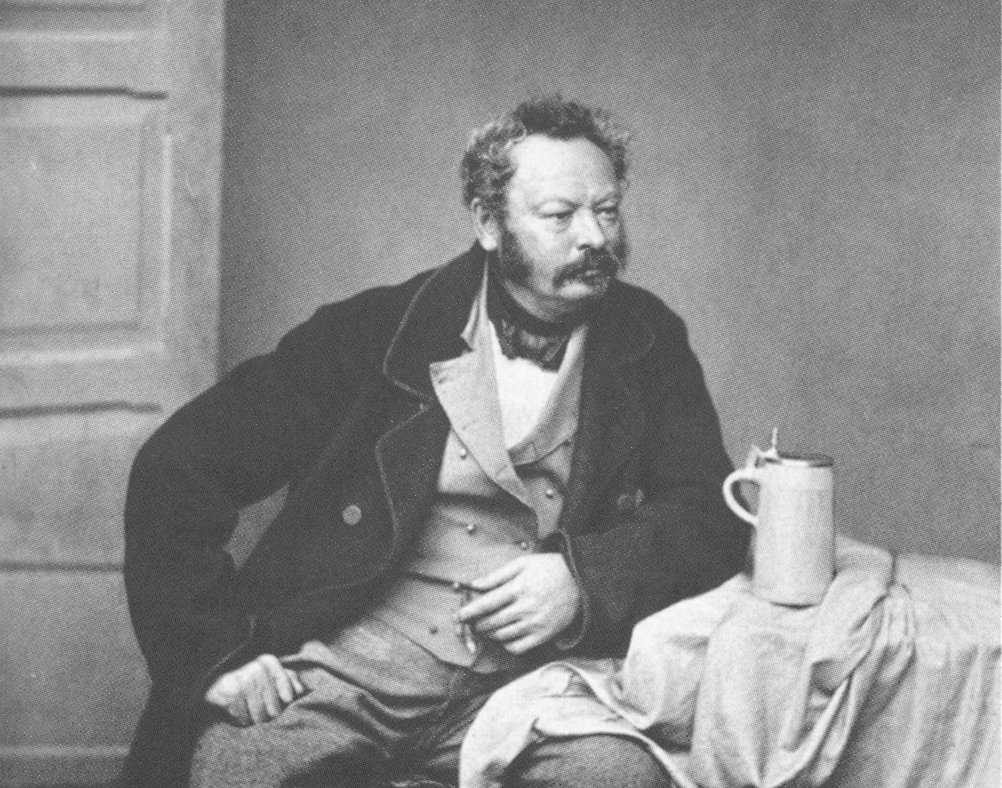
Heinrich Bürkel, ca. 1860

Heinrich Bürkel absolvierte zunächst eine Kaufmannslehre, doch schon mit 20 Jahren zog es ihn weg aus der Heimat. Er begab sich nach München und wollte Maler werden. Seine Werke fanden bei der Akademie keine Anerkennung, wo Landschafts- und Genremalerei nur einen geringen Stellenwert besaßen. Deshalb bildete er sich autodidaktisch durch das Studieren und Kopieren der niederländischen Meister wie Philips Wouwerman, Jan Wijnants oder Adriaen van de Velde, wozu er vor allem die Schleißheimer Gemäldegalerie regelmäßig aufsuchte. Schon früh spezialisierte sich Heinrich Bürkel auf die Darstellung von Landschaften.
Ab 1824 zählte er zu den ersten und wichtigsten Mitgliedern des neu gegründeten Münchener Kunstvereins, der ihm das Ausstellen seiner Bilder unabhängig von der Akademie ermöglichte. Insgesamt viermal (1827, 1830, 1837 und 1853) reiste er nach Italien und blieb teilweise bis zu zwei Jahren dort. Zwischendurch ging er die Ehe mit Johanna von Hofstetten ein, der Tochter eines Regierungsrates. Durch den Münchner Kunstverein gelang es ihm, zahlreiche Werke zu verkaufen, zum Teil bis nach Nordamerika. Mitte des 19. Jahrhunderts zählte er jetzt auch Carl Spitzweg und Adalbert Stifter zu seinen Freunden. 1858 trug man ihm die Ehrenmitgliedschaft der ihn vor 30 Jahren ablehnenden Münchener Akademie an. Zuvor war er bereits Ehrenmitglied der Wiener und der Dresdner Kunstakademie geworden.
Höhepunkte seines Schaffens waren sicherlich die Teilnahmen an den Weltausstellungen in London (1862) und Paris (1867). Heinrich Bürkel starb nach längerer Krankheit 1869 recht wohlhabend in seinem Münchener Atelier. Insgesamt schuf er über 1000 Ölgemälde, und in seinem Nachlass fanden sich nach dem Tod etwa 6000 Zeichnungen.
Heinrich Bürkel starb 1869 im Alter von 67 Jahren in München.

## Familie
Heinrich Bürkel heiratete 1834 in München Johanna Antonie von Hofstetten (* 1813; † 1894) eine Tochter des Regierungsdirektors Johann Baptist von Hofstetten und seiner Frau Genoveva Rosalie Freiin Staader von Adelsheim. Aus dieser Ehe gingen hervor:
- Heinrich, Professor für römisches Recht in Gießen († 1876)

- Ludwig (* 1841; † 1903), Hofsekretär bei König Ludwig II., der ihn in den erblichen Adelsstand berief.

- Karl, der jüngste Sohn fiel 1870 im Deutsch-Französischen Krieg

Zu den Enkeln Heinrich Bürkels zählen der Kunsthistoriker Ludwig von Bürkel, genannt Luigi ein Sohn seines Sohnes Hofsekretär Ludwig von Bürkel und dessen Frau Marie Bürkel (geb. Rosipal,† 1905).

## Grabstätte

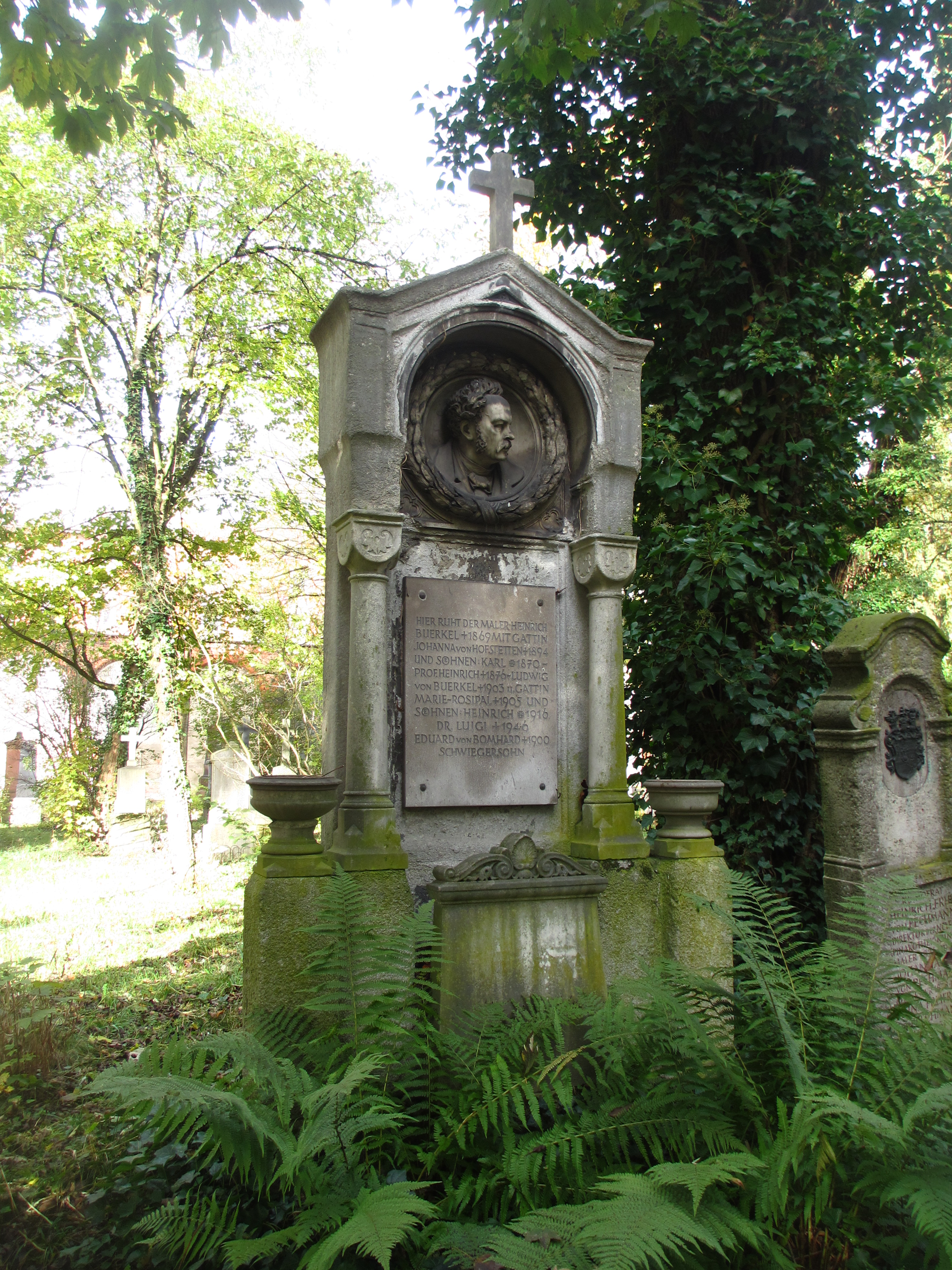
Grab von Heinrich Bürkel auf dem Alten Südlichen Friedhof in München

Die Grabstätte von Heinrich Bürkel befindet sich auf dem Alten Südlichen Friedhof in München (Gräberfeld 38 – Reihe 1 – Platz 11/12) Standort. In diesem Grab sind laut Grabinschrift weitere Familienangehörige begraben: Heinrich Bürkels Ehefrau	Johanna geb. von Hofstetten († 1894) und deren gemeinsame Kinder Heinrich, Karl und Ludwig. Die Grabinschrift führt weiters auf die Ehefrau von Sohn Ludwig, Maria Bürkel (geb. Rosipal, † 1905). Deren gemeinsamer Sohn also Heinrich Bürkels Enkel Kunsthistoriker Ludwig von Bürkel(† 1946), genannt Luigi ist in der Grabinschrift vermerkt. Tatsächlich starb er 1946 im Krankenhaus von Benediktbeuern und wurde in Kochel beigesetzt. Er wurde nur zum Andenken vermerkt auch weil nach 1944 auf dem Alten Südlichen Friedhof keine Beerdigungen mehr stattfanden. Das Grabmal entwarf der Bildhauer Anselm Sickinger.

## Werke (Auswahl)

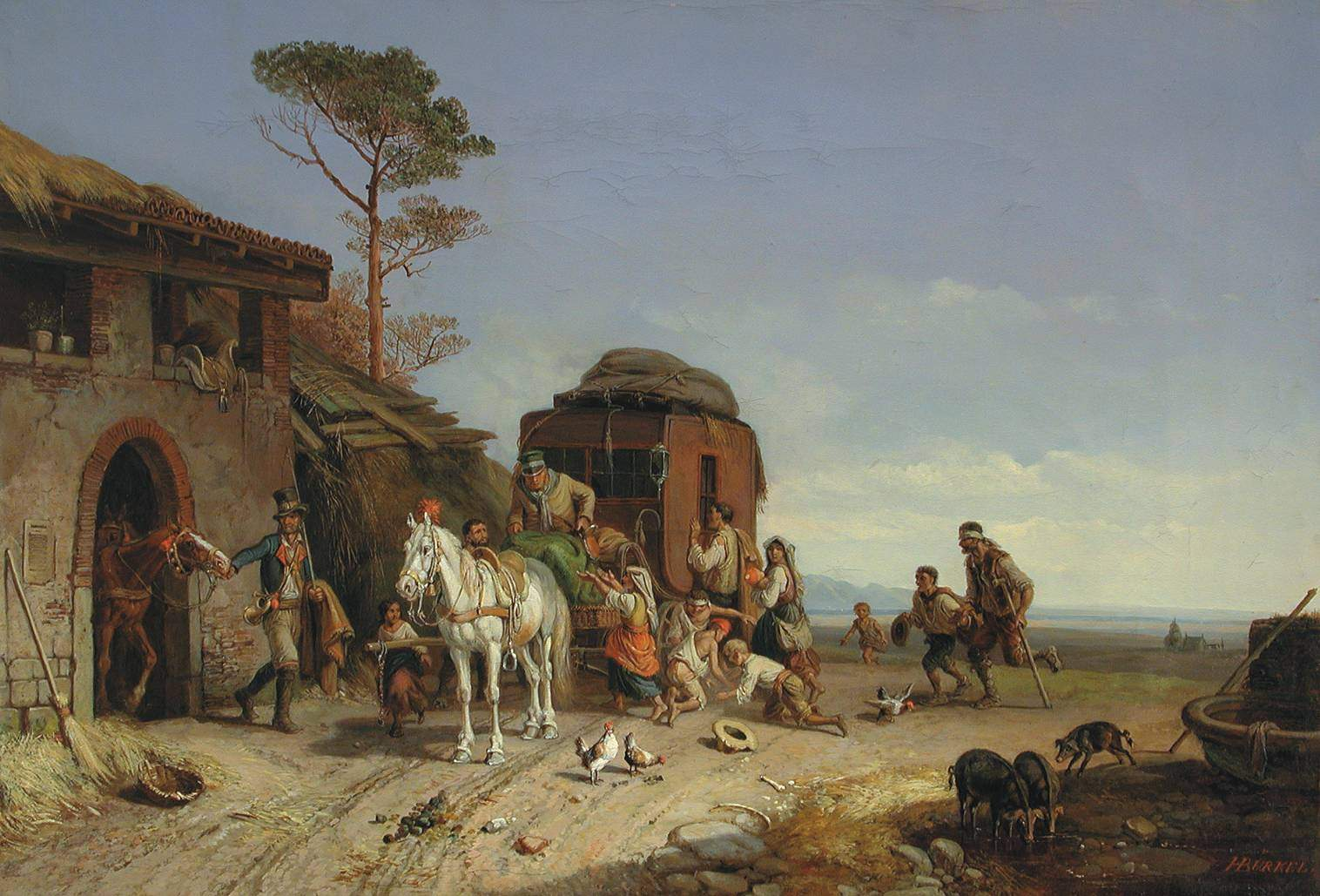
Bettleranfall an italienischer Poststation

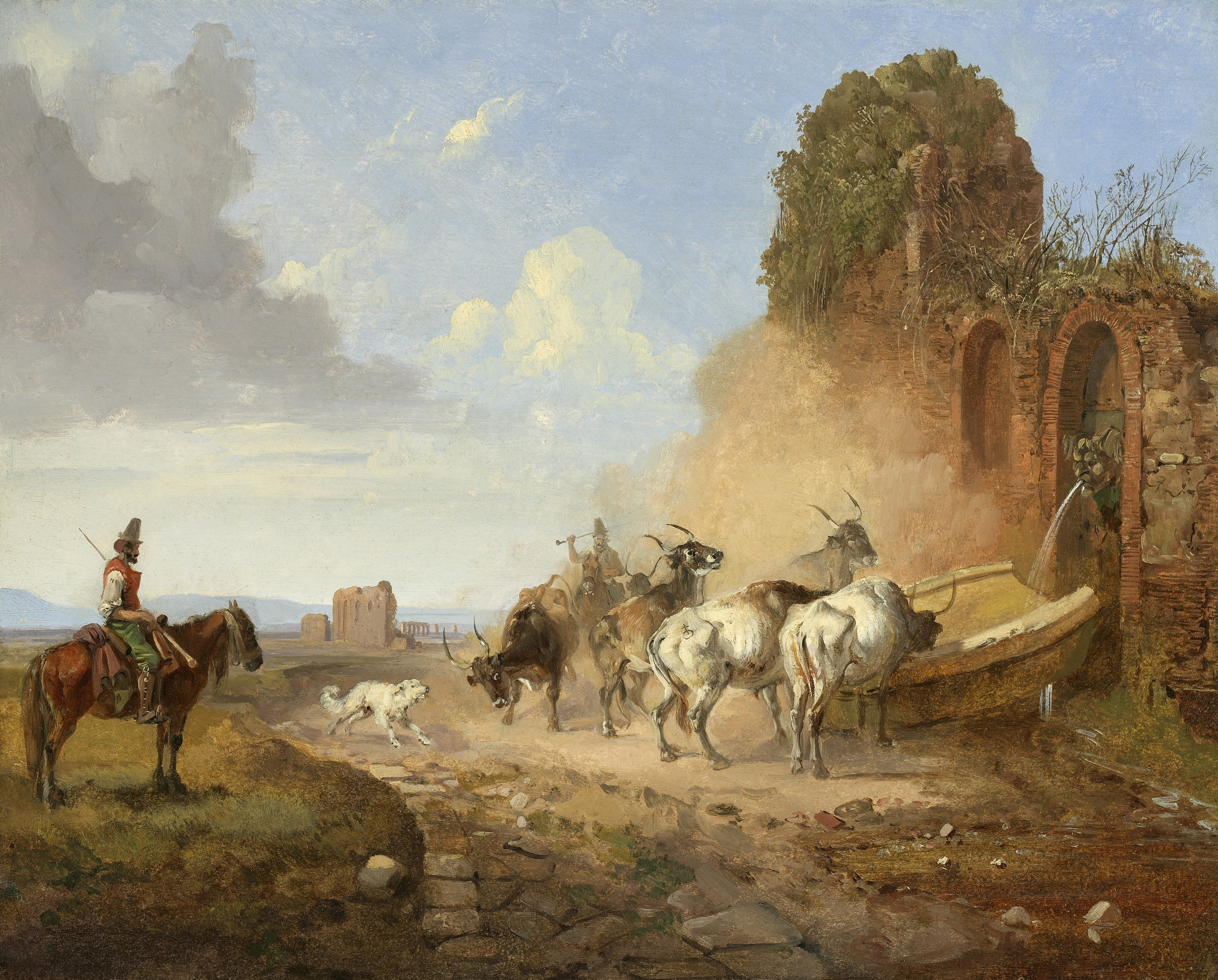
Viehtränke an der Via Appia Antiqua

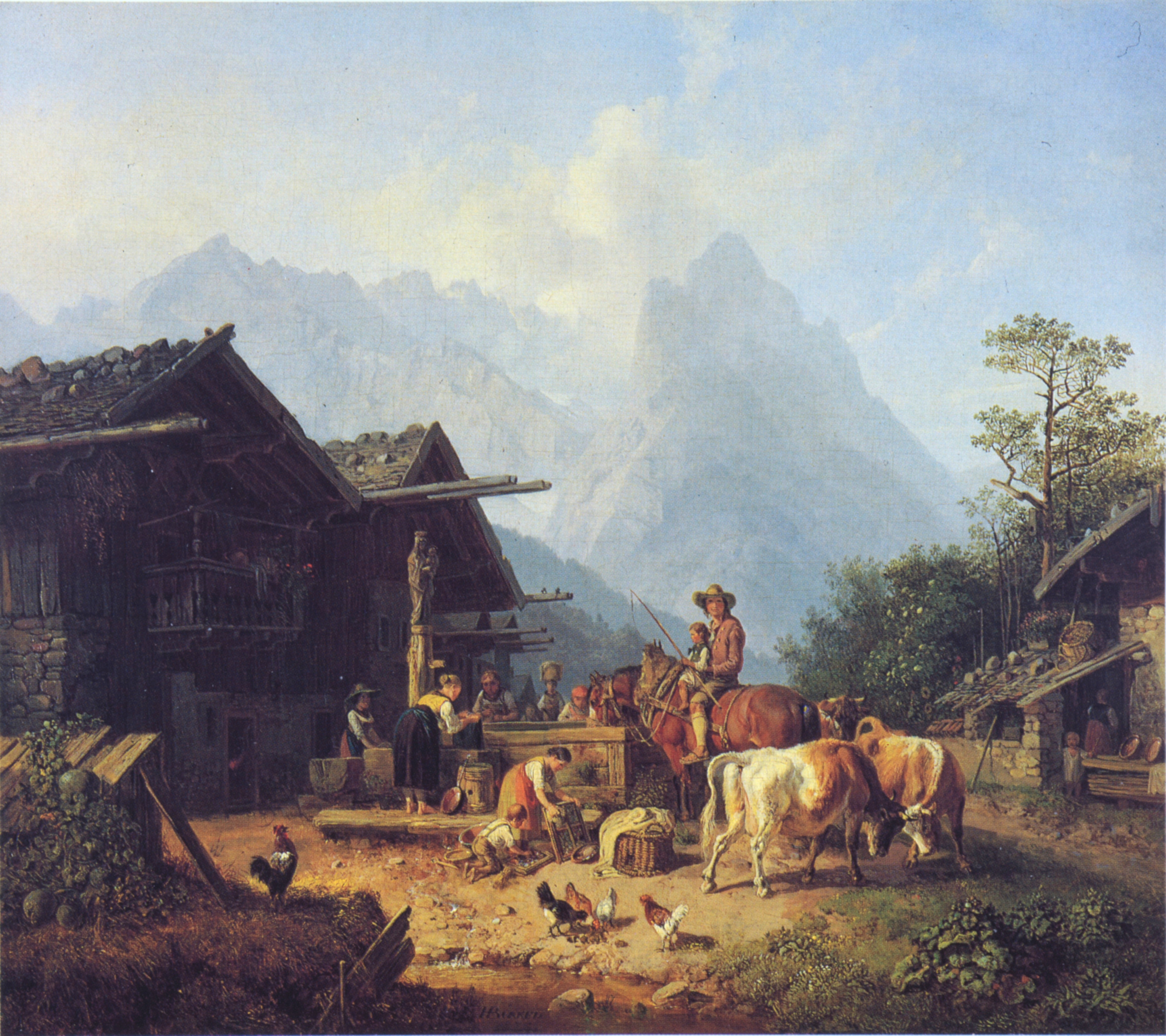
Wettersteingebirge von Garmisch aus gesehen (1844)

- Heimkehr von der Jagd, 1823, Öl auf Leinwand, 80,2 × 60,5 cm, Münchner Privatbesitz
- Schiffszug bei Rattenberg in Tirol, 1825, ursprünglich in der Alten Nationalgalerie Berlin[6], im Krieg verschollen[7]
- Entfernte Aussicht auf Rom mit den Caracalla-Thermen im Vordergrund, 1829, Öl auf Papier, 23,7 × 57,4 cm, National Gallery, London
- Rastende Treidler, 1829, Öl auf Leinwand, 30 × 58 cm, Alte Nationalgalerie, Berlin
- Tiroler Kirmes, 1830, Öl auf Leinwand, 48 × 63 cm, Alte Nationalgalerie, Berlin
- Trattoria vor der Porta San Sebastiano vor Rom, um 1830/32, Öl auf Papier montiert auf Leinwand, 41 × 59,5 cm, Neue Pinakothek, München
- Szene vor dem Tempel der Vesta, 1831, Öl auf Leinwand, Privatbesitz
- Italienische Landschaft, um 1832, Öl auf Karton, 27 × 36 cm, Von der Heydt-Museum, Wuppertal
- Tiberbrücke mit altem Kastell, um 1832, Öl auf Karton, 22,5 × 29,5 cm, Von der Heydt-Museum, Wuppertal
- Römische Landschaft mit Reisenden vor einer Gaststätte, Kunstmuseum Rigaer Börse, Riga
- Morgen in einem Dorf, Öl auf Leinwand, 60 × 54,5 cm, Museum der bildenden Künste, Leipzig[8]
- Landschaft bei Velletri, 1834, ursprünglich in der Alten Nationalgalerie Berlin[6], im Krieg verschollen[9]
- Römische Landleute vor einer Locanda, 1835, Öl auf Leinwand, Staatsgalerie Stuttgart
- Auftrieb zur Alm an der Benediktenwand, 1836, Öl auf Leinwand, 64 × 85 cm, Städtische Galerie im Lenbachhaus, München
- Winterlandschaft mit Gehöft und Figurenstaffage, 1836, Öl auf Leinwand, 28 × 23 cm
- Schäfer in der römischen Campagna, 1837, Öl auf Leinwand, 48,3 × 67,7 cm, Neue Pinakothek, München
- Regenschauer in Partenkirchen, 1838, Öl auf Leinwand, 44,5 × 61 cm, Neue Pinakothek, München
- Heuernte, 1839, Öl auf Leinwand, Kurpfälzisches Museum der Stadt Heidelberg
- Römische Wasserleitung in der Campagna, 1839, Öl auf Leinwand, 58 × 87 cm, Kunsthalle Mannheim[10]
- Campagnalandschaft mit Aquädukten, um 1839, Öl auf Leinwand, Forum Alte Post, Pirmasens
- Amalfi (von einer Felsenhöhle aus gesehen), Öl auf Leinwand, 36 × 38 cm, Forum Alte Post, Pirmasens
- Stier und Maler, Forum Alte Post, Pirmasens
- St. Petersfriedhof im Winter, Öl auf Leinwand, 42,8 × 43,8 cm, Residenzgalerie Salzburg
- Eine Osteria bei Rom, um 1845, Öl auf Leinwand, 58,8 cm × 87,5 cm, Germanisches Nationalmuseum, Nürnberg
- Winter in der Ramsau, um 1847/50, Öl auf Leinwand, 30 × 44 cm
- Bauernhof mit Brunnen, um 1850, Öl auf Leinwand, 44,5 × 49,5 cm, Privatbesitz
- Jäger vor einem Felseingang im Gebirge , um 1850, Öl auf Leinwand, 43,8 cm × 64,9 cm, Germanisches Nationalmuseum, Nürnberg
- Das Entfernen des umgestürzten Baumes (oder Der Unfall), um 1850, Öl auf Leinwand, 36,5 × 46 cm, Milwaukee Art Museum, Milwaukee
- Regenschauer in Garmisch, 1850–1852, Öl auf Holz, Privatbesitz
- Der Raubüberfall, um 1853, Öl auf Leinwand, 39,4 × 46,4 cm, Milwaukee Art Museum, Milwaukee
- Forsthaus im Winterwald, 1855, Öl auf Leinwand, 41,8 × 46,5 cm, Staatliche Kunsthalle Karlsruhe
- Rauferei vor einem Wirtshaus, zwischen 1855 und 1860, Öl auf Leinwand, 30,5 × 42,2 cm
- Pferdeherde in der Pussta / Pferdefang in der Puszta, um 1861/63, Öl auf Leinwand, 40 × 54 cm, Forum Alte Post, Pirmasens
- Winterliches Dorf. In der Scheune wird Getreide gedroschen, um 1865, Öl auf Karton, 29 × 37,5 cm
- Wirtshaus im Gebirge, um 1855/57, Öl auf Leinwand, 39,5 × 58 cm, Privatbesitz

## Ausstellungen (Auswahl)
- 1969: Heinrich Bürkel zum 100. Todestag. Gemälde und Graphik, Museum Pfalzgalerie, Kaiserslautern, 14. Juni – 3. August 1969
- 2002: Heinrich Bürkel – zwischen München und Rom, Alte Post, Pirmasens, 5. Mai bis 29. Juni 2002
- 2003: Winkelglück und Weltensehnsucht. Die Malerfreunde Heinrich Bürkel und Carl Spitzweg, Stadtmuseum Simeonstift Trier, 9. Februar bis 27. April 2003[11]
- Seit 2014: Heinrich Bürkel – Landpartie (Dauerausstellung), Forum Alte Post, Pirmasens, seit 13. April 2014[12]
- 2016: Heinrich Bürkel und Johann Adam Klein – eine Begegnung, Forum Alte Post, Pirmasens, 18. März 2016 bis 12. Juni 2016[13]

Die Stadt Pirmasens besitzt die größte zusammenhängende Sammlung von Werken des Malers, diese wurde bis 2014 in der Bürkelgalerie im Alten Rathaus gezeigt, seitdem befindet sie sich als Dauerausstellung im Forum Alte Post.

## Ehrungen
Nach ihm wurden in seiner Heimatstadt Pirmasens sowohl die Maler-Bürkel-Straße als auch ein Platz im Norden des Winzler Viertels benannt. Weiterhin wurde ihm im Münchner Stadtteil Solln eine Straße gewidmet.